# Elías Chiprout
Elías Alberto Chiprut Cohen (Ciudad de México, México; 26 de junio de 1980), más conocido como Elías Chiprut, es un actor, presentador de televisión, Influencer y cantante mexicano. 
Desde 1999 a 2003 fue integrante del grupo pop Mercurio. Regresó al grupo en su reencuentro en 2011 hasta hoy.
En 2023, lanza un proyecto en redes sociales llamado: "Elías Chiprut, sin filtro", en el cual entrevista a personalidades del espectáculo de México; y su programa "Idealista", donde hace videos de reflexión de temas interesantes.

## Filmografía
- Aversión (2019).... Mauricio
- María de todos los Ángeles (2009) .... Ángel
- Hoy (2009) .... Conductor
- El desconocido (2008)
- Wax, TV Ácida (2006) .... Conductor
- Mujer, casos de la vida real (2005) .... Varios episodios
- Peregrina (2005) .... Eduardo
- Mujer de madera (2004) .... Ádan Barrenechea
- Amigas y rivales (2001) .... Luis Santoscoy
- Disney a go go (2001) .... Conductor
- Mercurio, más allá de la música (2000) .... Conductor
- Mujeres engañadas (1999-2000)
- Soñadoras (1998-1999)
- Nickelodeon Kids' Choice Awards (1997) .... Conductor

## Discografía
- El Fenómeno (1999)
- Evolución (2000)
- Reacción en cadena (2011)
- Magneto & Mercurio - Live (2016)
- Únete a la Fiesta (2017)
- 90’s Pop Tour Volumen 3 (2018)